# Euphorbia bemarahaensis
Euphorbia bemarahaensis ist eine Pflanzenart aus der Gattung Wolfsmilch (Euphorbia) in der Familie der Wolfsmilchgewächse (Euphorbiaceae).

## Beschreibung
Die sukkulente Euphorbia bemarahaensis bildet wenig verzweigte Sträucher bis etwa 50 Zentimeter Höhe aus. Die zylindrischen und graugrün gefärbten Triebe werden bis 6 Millimeter dick. Die eiförmigen Blätter werden etwa 2,5 Zentimeter lang und 1,4 Zentimeter breit. Sie stehen an einem 3 Millimeter langen Stiel.

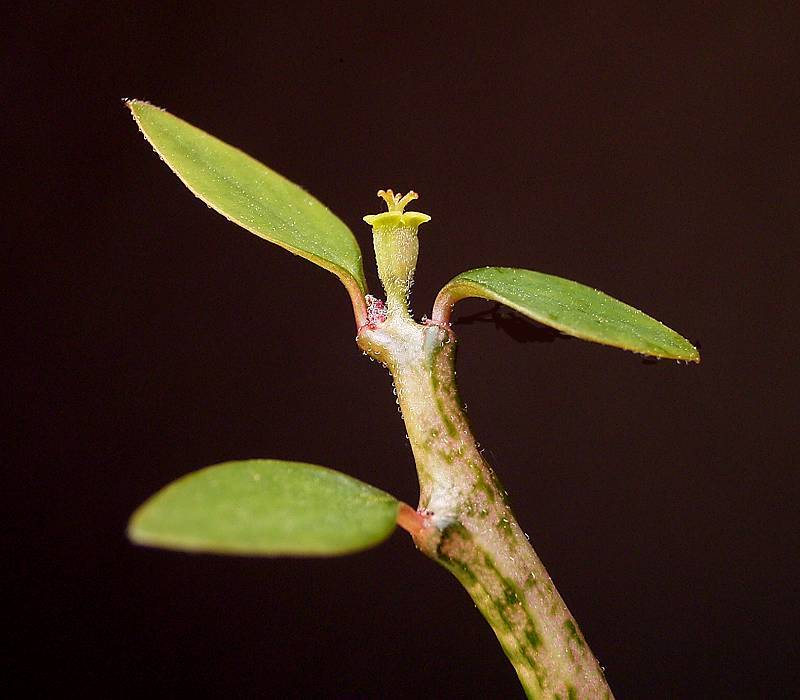
Triebspitze mit Blüte

Die einzelnen Cyathien stehen endständig und anscheinend achselständig am Trieb und werden bis 1,5 Millimeter groß. Sie sind nahezu sitzend und mit Haaren besetzt. Die vier elliptischen Nektardrüsen sind grün gefärbt und grenzen fast aneinander. Der deutlich gelappte Fruchtknoten ist mit Haaren besetzt und steht an einem etwa 3 Millimeter langen, wenig herausragenden Stiel.

## Verbreitung und Systematik
Euphorbia bemarahaensis ist endemisch im Westen der madagassischen Region Antsalova verbreitet. Die Art steht auf der Roten Liste der IUCN und gilt als gefährdet (Vulnerable).
Die Erstbeschreibung der Art erfolgte 1999 durch Werner Rauh und Ralph Daniel Mangelsdorff.